# ホランド・ハウス

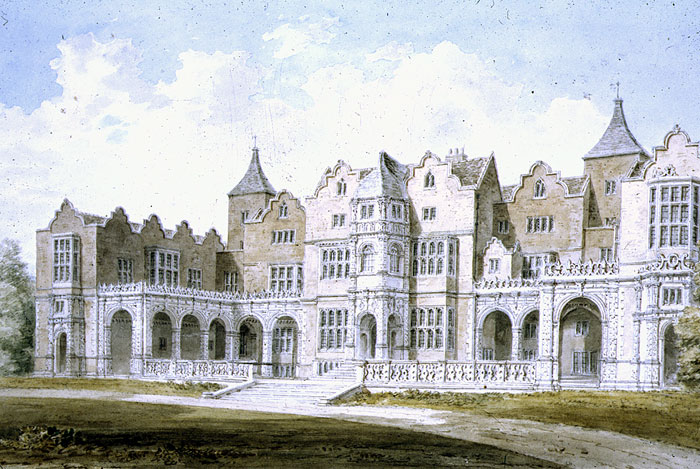
ホランド・ハウス 1812年

ホランド・ハウス（Holland House）またはホランド館は、かつてロンドンのケンジントンにあった邸宅。現在ホランド・パークのある場所に存在した。1605年にサー・ウォルター・コープの邸宅 (タウンハウス) として建設された。ケンジントン地区において最も古い時代の建築物であり主人の名をとってコープ・カースル (Cope Castle) と呼称された。ホランド・パーク・アヴェニューから現在アールズ・コート地下鉄駅が存在する場所までの合計500エーカー（200ヘクタール、0.78平方マイル）の土地が敷地であった。コープの娘レディ・リッチと結婚したヘンリーが初代ホランド伯爵ヘンリー・リッチとなり屋敷を相続した。
ヘンリー・リッチはイングランド内戦において議会と対立したチャールズ1世を支持したため、議会派により逮捕され、処刑された。屋敷は議会軍の司令部として使用され、オリヴァー・クロムウェルなどもしばしばここを訪れている。内戦が集結すると建物はホランド伯爵未亡人に返却され、その後1746年には初代ホランド男爵ヘンリー・フォックスへと貸与された。彼はこの屋敷を買い取り、1774年にここで死去している。自由主義者として著明であった第3代ホランド男爵ヘンリー・ヴァサール＝フォックスの時代にはホイッグ党の社交場となり、第6代バイロン男爵ジョージ・ゴードン、ベンジャミン・ディズレーリ、ウィリアム・ワーズワース、ウォルター・スコット、第3代パーマストン子爵ヘンリー・テンプル、チャールズ・ディケンズなどが屋敷を頻繁に訪れた。1859年に第4代ホランド男爵ヘンリー・エドワード・フォックスが死去したため男爵家は断絶し、その後1874年に遠縁にあたるイルチェスター伯爵フォックス＝ストラングウェイズ家へと相続された。第一次世界大戦が勃発する数週間前に開かれた舞踏会には国王ジョージ6世も出席するなど、ロンドンを代表する邸宅として広く知られていた。1940年にドイツ空軍による爆撃によって建物の大部分は破壊され、残存部分は戦後の1952年にロンドン・カウンティ・カウンシルに売却された。今日では野外劇やコンサートが開かれるホランド・パーク・シアターが設けられており、オペラ・ホランド・パークなどにより利用されている。